# James Hampton (Künstler)

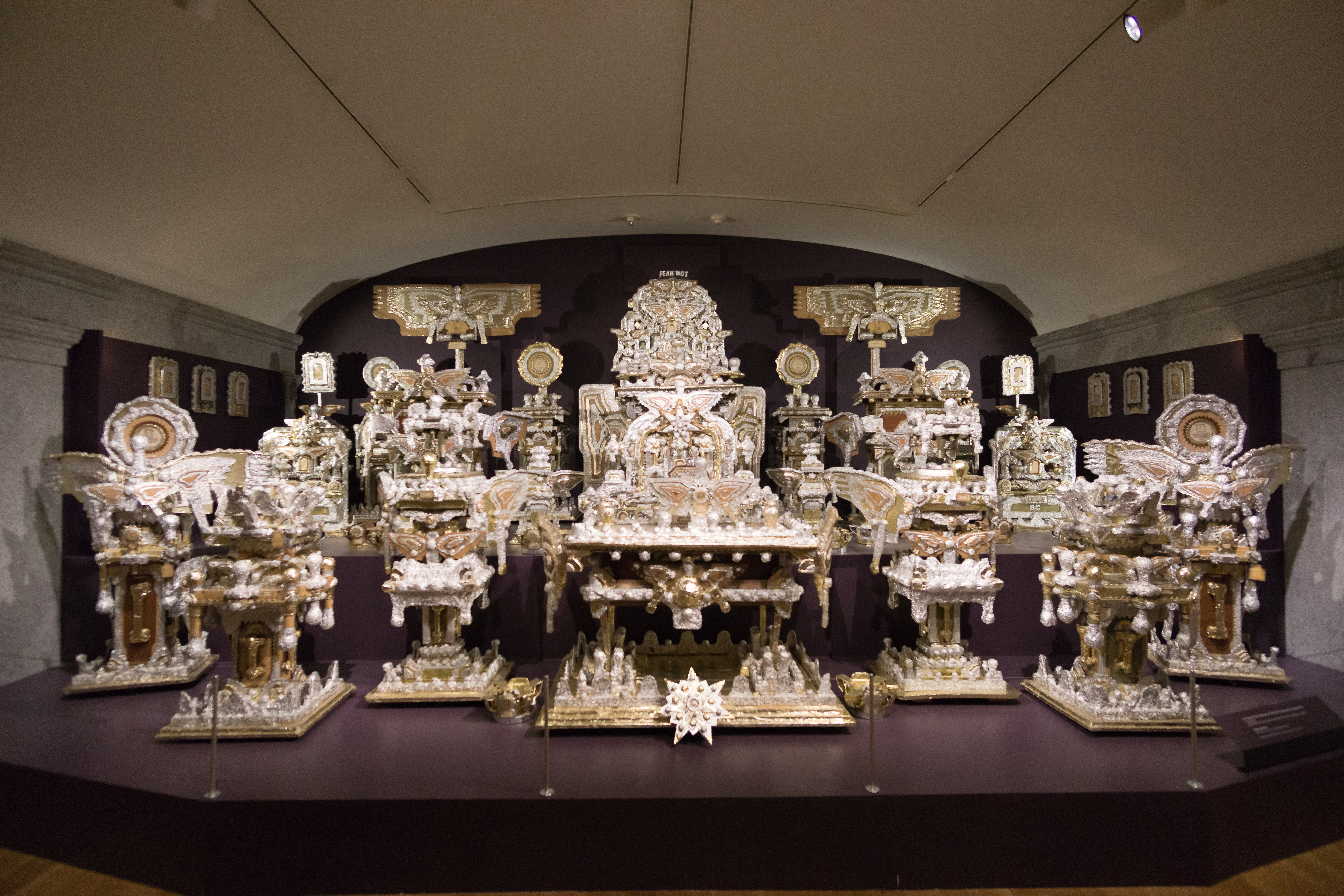
„The Throne of the Third Heaven of the Nations’ Millennium General Assembly“, Smithsonian American Art Museum

James Hampton (* 8. April 1909 in Elloree, South Carolina; † 4. November 1964 in Washington, D.C.) war ein US-amerikanischer Koch, Hausmeister und Künstler der Art brut. Sein erst nach seinem Tod entdecktes Lebenswerk, ein aus Alltagsgegenständen konstruierter Thronsaal mit dem Titel „The Throne of the Third Heaven of the Nations’ Millennium General Assembly“, gilt als eines der bedeutendsten religiösen Kunstwerke eines Amerikaners. Zusätzlich hinterließ er ein in einer bislang noch nicht entschlüsselten Schrift geschriebenes Notizbuch.

## Leben
James Hampton wurde 1909 in Elloree, South Carolina, geboren. Sein Vater war ein Gospel-Sänger und baptistischer Wanderprediger. 1928 verließ James seine Geburtsstadt und zog nach Washington, D.C., wo er in die Wohnung seines bereits dort lebenden älteren Bruders Lee einzog. Bis 1942 arbeitete er als Koch eines Schnellrestaurants. Nach drei Jahren im Dienst der United States Army Air Forces während des Zweiten Weltkriegs arbeitete er ab 1946 als Hausmeister im Nachtdienst bei der General Services Administration. Im Jahr 1948 starb sein Bruder.
1950 mietete er im Nordwesten von Washington, D.C. eine Garage an und begann dort mit seiner Arbeit am „Throne of the Third Heaven of the Nations’ Millennium General Assembly“. Am 4. November 1964 starb Hampton noch vor der Vollendung seines Werks an Magenkrebs. Er war nie verheiratet.
Einen Monat nach Hamptons Tod entdeckte der Vermieter der Garage, Meyer Wertlieb, den Thron und die anderen dazugehörigen Gegenstände. Wertlieb wusste, dass James Hampton in der Garage an etwas arbeitete, vor seinen Verwandten hielt Hampton sein Unterfangen aber gänzlich geheim. Der Thronsaal wurde von Wertlieb an zwei Käufer veräußert, die ihn anschließend dem „National Museum of American Art“ des Smithsonian Institutes spendeten. Im heutigen American Art Museum befindet sich der Thron in der ständigen Sammlung.  Zum ersten Mal wurde die Geschichte der Entdeckung des Throns einer breiten Öffentlichkeit durch eine Meldung in der Washington Post am 15. Dezember 1964 bekannt.

## The Throne of the Third Heaven of the Nations’ Millennium General Assembly
14 Jahre lang arbeitete James Hampton am zentralen Thron und den übrigen 176 zumeist strikt symmetrisch aufgebauten Gegenständen. Sicher auch aufgrund seiner eingeschränkten finanziellen Möglichkeiten griff er zur Konstruktion des christlich motivierten Gesamtkunstwerks auf Alltagsgegenstände wie Karton, alte Möbelstücke, Glühbirnen und Spiegel zurück, die er mit Hilfe von Kleber, Klebeband, Reißzwecken und Nägeln aneinander befestigte. Das charakteristische glitzernde Aussehen des Thronsaals ergibt sich aus der großen Menge Aluminium- und Goldfolie, mit denen die Objekte von Hampton verkleidet wurden. Der Name des Werks, „The Throne of the Third Heaven of the Nations’ Millennium General Assembly“ (deutsch: „Der Thron des dritten Himmels der allgemeinen Jahrtausend-Versammlung der Nationen“), findet sich in Hamptons Schreibschrift an diversen Gegenständen. Über dem Thron befindet sich gut sichtbar an einer Tafel der Leitspruch „FEAR NOT“ (deutsch: „Fürchte dich nicht“) aus 1 Mose 26,24b. Auch auf vielen anderen Gegenständen sind Zitate aus dem Neuen und Alten Testament zu entdecken, vor allem aus der Offenbarung des Johannes. 

## The Book of the 7 Dispensations
James Hampton führte außerdem ein Notizbuch, dem er den Titel „The Book of the 7 Dispensations by St. James“ (deutsch: „Das Buch der 7 Befreiungen von St. James“) gab. Das 112-seitige Buch ist in einer bislang nicht entzifferten Schrift geschrieben und erinnert damit an das noch bekanntere Voynich-Manuskript oder den Codex Rohonczi. St. James war ein von Hampton selbst gewähltes Pseudonym, das auch an diversen Stellen im Manuskript auftaucht. Am Schluss jeder Seite des Skripts steht das Wort „REVELATION“ (deutsch: „Offenbarung“). Mit großer Wahrscheinlichkeit handelt es sich bei den Notizen daher um einen religiösen Text.  Hampton schrieb auch einige andere Texte in der Geheimschrift. Bemerkenswert ist dabei eine direkte Gegenüberstellung mit den Zehn Geboten in englischer Sprache. Allerdings sind die Schriftzeichen dieses Textes nicht identisch mit den im Notizbuch verwendeten und konnten ebenfalls noch nicht entziffert werden.